# Ary Coslov
Ary Coslov nombre artístico de Ary Coslovsky (Río de Janeiro, 10 de septiembre de 1942) es un actor y director de novelas, teatro, cine y televisión. Es principalmente conocido por ser director de novelas. Comenzó a trabajar en televisión haciendo diversas participaciones en el programa O Grande Teatro, de la TV Tupi, bajo la dirección de Sérgio Britto y Fernando Torres. En cine, actuó en películas como O Mundo Alegre de Helô (1967), de Carlos Alberto de Souza Barros, y Anjos e Demônios (1970), de Carlos Hugo Christensen.

## Biografía
Estrenó en la TV Globo, también como actor, en la novela Escrava Isaura, de Gilberto Braga, en el papel del abogado Geraldo. Al año siguiente, actuó en otra novela de época, Sinhazinha Flô, escrita por Lafayette Galvão a partir de obras de José de Alencar. También en 1977, hizo una participación – como Jabuti – en la primera versión que la Globo hizo del Sítio do Picapau Amarelo, adaptación de la obra de Monteiro Lobato.
Coslov dirigió algunas novelas, Andando nas Nuvens (2000), de Euclydes Marinho, en la cual también hizo una participación como actor. En aquel año, fue director de otras dos tramas: Esplendor (2000), de Ana Maria Moretzsohn, y Uga Uga (2000), de Carlos Lombardi. En los años siguientes, dirigió Mujeres apasionadas (2003), de Manoel Carlos; Señora del destino (2004), de Aguinaldo Silva; Bang Bang (2005), de Mário Prata; Cobras & Lagartos, de João Emanuel Carneiro; Pé na Jaca (2006), de Carlos Lombardi; Duas Caras (2007), de Aguinaldo Silva; Caras & Bocas (2009), de Walcyr Carrasco; la remake de Ti Ti Ti (2010), escrita por Maria Adelaide Amaral a partir del original de Cassiano Gabus Mendes; Fina Estampa (2011), de Aguinaldo Silva; y Guerra dos Sexos (2012), de Silvio de Abreu.

## Trabajos como director de televisión
- 1979 - Carga Pesada (serie, TV-Globo)
- 1980 - Obrigado, Doutor (serie, TV-Globo)
- 1981 - Amizade Colorida (serie, TV-Globo)
- 1981 - Plantão de polícia (serie, TV-Globo)
- 1981 - Brilhante (novela, TV-Globo)
- 1982 - Paraíso (novela, TV-Globo)
- 1982 - O Homem proibido (novela, TV-Globo)
- 1982 - Louco amor (novela, TV-Globo)
- 1983 - Voltei pra Você (novela, TV-Globo)
- 1983 - Bar Academia (musical, TV-Manchete)
- 1984 - Marquesa de Santos (miniserie, TV-Manchete)
- 1985 - Tamanho Família (serie, TV-Manchete)
- 1985 - Tudo em Cima (miniserie, TV-Manchete)
- 1987 - Corpo Santo (novela, TV-Manchete)
- 1988 - Olho por Olho (novela, TV-Manchete)
- 1989 - El Hombre que debe Morir (novela,TV-Panamericana,Lima, Perú)
- 1990 - El Magnate (novela, Capitalvision Productions-Telemundo,EUA)
- 1993 - Sex Appeal (miniserie, TV-Globo)
- 1993 - Olho no Olho (novela, TV-Globo)
- 1994 - Pátria Minha (novela, TV-Globo)
- 1995 - Irmãos Coragem (1995) (novela, TV-Globo)
- 1995 - Explode Coração (novela, TV-Globo)
- 1996 - Concertos Internacionais (música clásica, TV-Globo)
- 1996 - Anjo de Mim (novela, TV-Globo)
- 1997 - Por Amor (novela, TV-Globo)
- 1997 - Você Decide (serie, TV-Globo)
- 1998 - Vida ao Vivo Show (humorístico, TV-Globo)
- 1999 - Andando nas Nuvens (novela, TV-Globo)
- 2000 - Esplendor (novela, TV-Globo)
- 2000 - Uga-Uga (novela, TV-Globo)
- 2001 - Presença de Anita (algunas escenas, miniserie, TV-Globo)
- 2001 - Vale todo (novela, TV-Globo/Telemundo)
- 2002 - A Grande Família (serie, TV-Globo)
- 2003 - Mujeres apasionadas (novela, TV-Globo)
- 2003 - Carga Pesada (serie, TV-Globo)
- 2004 - Señora del destino (novela, TV-Globo)
- 2005 - Bang Bang (novela, TV-Globo)
- 2006 - Carga Pesada (serie, TV-Globo)
- 2006 - Cobras & Lagartos (novela, TV-Globo)
- 2006 - Pé na Jaca (novela, TV-Globo)
- 2007 - Dos caras (novela, TV-Globo)
- 2009 - Acuarela del amor (novela, TV-Globo)
- 2010 - Cuchicheos (2010, novela, TV-Globo)
- 2011 - Fina Estampa (novela, TV-Globo)
- 2012 - Guerra dos Sexos (novela, TV-Globo)

## Principales trabajos como director de teatro
- 1977 - "Palácio do tango" de Maria Irene Fornes
- 1978 - "Sanduiche" de diversos autores
- 1986 - "Pedra a tragédia" de Mauro Rasi, Vicente Pereira e Miguel Falabella
- 1986 - "Dona Rosita a solteira" de García Lorca
- 1986 - "Ligações horrorosas" de Luis Carlos Góes
- 1996 - "A Bossa da conquista" de Ann Jellicoe
- 2001 - "Polaroides explícitas" de Mark Ravenhill
- 2002 - "Entre o vermute e a sopa" textos de Machado de Assis e Arthur Azevedo
- 2003 - "O Irresistível Sr. Sloane" de Joe Orton
- 2005 - "Em busca do homem perdido" de Bia Montez e Fatima Valença
- 2008 - "Traição" de Harold Pinter (Prêmios SHELL e APTR)
- 2009 - "A Carpa" de Melanie Dimantas e Denise Crispum
- 2010 - "A Varanda de Golda" de William Gibson
- 2011 - "Por pouco" de Samuel Benchetrit
- 2012 - "Pinteresco" - 10 textos de Harold Pinter
- 2013 - "Fish & chips" - de Tereza Briggs-Novaes
- 2014 - "Relações aparentes" de Alan Ayckbourn
- 2014 - "A Estufa" de Harold Pinter

## Trabajos como actor de televisión y cine
- 1963 - Vesperal Antartica, TV-Tupi
- 1963-1964 - Grande Teatro, TV-Rio
- 1967 - O Mundo Alegre de Helô, (film) .... Beto
- 1970 - Anjos e Demônios, (film)
- 1976 - Escrava Isaura (1976), novela, TV-Globo .... Geraldo
- 1977 - Sítio do Picapau Amarelo (serie de 1977), TV-Globo .... Jabuti
- 1977 - Sinhazinha Flô(novela, TV-Globo) .... Fragoso
- 1978 - Maria, Maria (novela, TV-Globo).... Artur
- 1978 - A Sucessora(novela, TV-Globo) .... Munhoz
- 1979 - Vestido de Noiva(Aplauso, TV-Globo)
- 1984 - Marquesa de Santos (miniserie, TV-Manchete).... Médico
- 1986 - Dona Beija (miniserie, TV-Manchete) .... Juca
- 1991 - O Dono do Mundo (novela, TV-Globo) .... Sálvio
- 1991 - Felicidade (novela, TV-Globo).... Alfredo
- 1999 - Andando nas nuvens (novela, TV-Globo)
- 2015 - Malhação (novela, TV-Globo)
- 2015 - Sete Vidas (novela, TV-Globo)

Você Decide:
- 1992 - Entre a Tempestade e a Calmaria
- 1993 - Você Toda Nua
- 1997 - Morte em Vida

## Principales trabajos como actor de teatro
- 1963 - "Aonde vais, Isabel?" de Maria Inês de Almeida
- 1963 - "Roleta paulista" de Pedro Bloch
- 1964 - "O Hóspede inesperado" de Agatha Christie
- 1964 - "A Tempestade" de William Shakespeare
- 1965 - "Mortos sem sepultura" de Jean-Paul Sartre
- 1965 - "Labirinto" de Fernando Arrabal
- 1966 - "A Bossa da conquista" de Ann Jellicoe
- 1967 - "Pequeños burgueses" de Maksim Gorki
- 1967 - "Os Corruptos" de Lillian Hellman
- 1968 - "Juventude em crise" de Ferdinand Bruckner
- 1972 - "Tango" de Slawomir Mrozeck
- 1974 - "Tropix" de Mossa Bildner
- 1975 - "Titus Andronicus" de William Shakespeare
- 1978 - "A Fila" de Israel Horowitz
- 2010 - "Produto" de Mark Ravenhill
- 2015 - "A Estufa" de Harold Pinter